# Fontana delle Catene

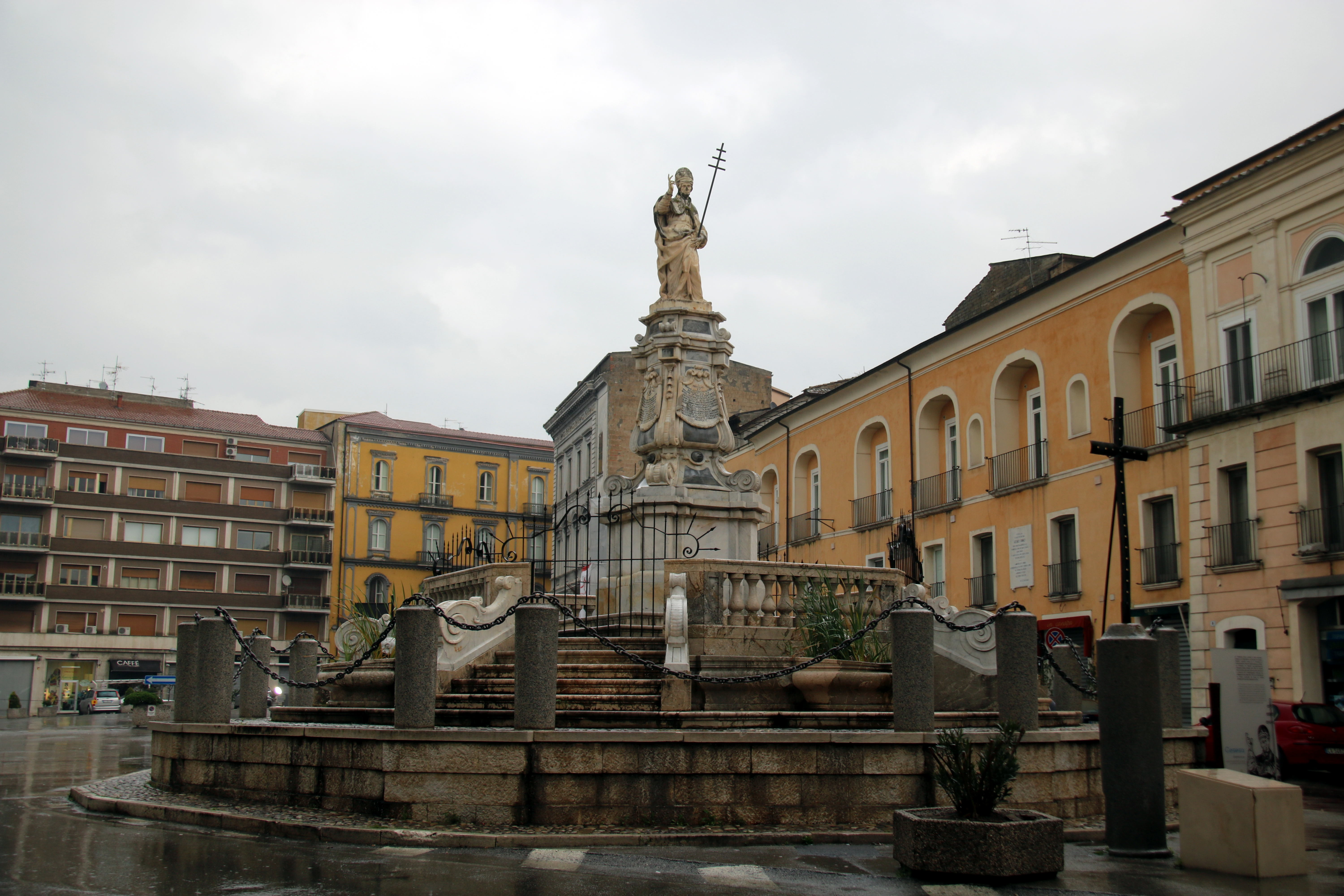
La fontana. Sullo sfondo il campanile del duomo di Benevento

La fontana delle Catene è una monumentale fontana barocca di Benevento, collocata in piazza Orsini. Questo nome le è attribuito popolarmente, perché circondata da catene.
La fontana fu eretta per volontà dell'arcivescovo Vincenzo Maria Orsini, il 5 settembre 1705, al centro della piazza che per cinque secoli aveva ospitato la Basilica di San Bartolomeo, crollata nel terremoto del 1688, da lui ricostruita e irrimediabilmente distrutta dal sisma del 1702.
Fu realizzata dall'architetto Nicola Colle De Vita, probabilmente su disegno dell'architetto romano Carlo Buratti.
Nel 1778, la cittadinanza vi volle allocare in cima la statua benedicente di papa Benedetto XIII.
I bombardamenti del settembre 1943 danneggiarono gravemente sia la fontana che la statua. Fu quindi eseguito un lungo ed accurato restauro dal maestro romano Giovanni Sparla per conto della Soprintendenza ai Beni Architettonici; ma è stato possibile recuperare solo in parte il manufatto originale. La statua è stata ricollocata a dimora il 21 giugno 1992.